# Mil Mi-44
Der Mil Mi-44 ist ein nie gebautes Projekt eines vom Experimental-Konstruktionsbüro (OKB) Mil entwickelten Mehrzweckhubschraubers, der auf dem Mil Mi-34 basieren sollte.

## Geschichte
Mitte der 1980er-Jahre begann das OKB Omsk mit der Entwicklung des TW-O-100, eines leichten 650-PS-Motors, der speziell für den Mi-44 entwickelt wurde. Der Motor würde das Abfluggewicht des Helikopters auf 1.800 Kilogramm (4.000 lb) erhöhen und eine Höchstgeschwindigkeit von bis zu 260 Kilometern pro Stunde (160 mph) ermöglichen. Von Mil in den Jahren 1986 und 1987 durchgeführte Studien kamen zu dem Schluss, dass der Austausch des ursprünglichen M-14W26-Kolbentriebwerks der Mi-34 durch das TW-O-100-Gasturbinentriebwerk einen Austausch der Rumpfzelle erfordern würde. Das daraus resultierende neue Modell der Rumpfzelle beinhaltete viele Änderungen, darunter die Verlagerung des Kraftstofftanks unter das Getriebe und die Verlagerung des Stabilisators auf das Seitenruder am Heckausleger.
Man kam zu dem Schluss, dass zwei 400-PS-Triebwerke optimal wären. Die akzeptable Option zur Erfüllung dieser Anforderung war der TWLD-450-Motor, der den Helikopter agiler machen würde. 1988 schlug Mil einen Entwurf eines Mi-44 mit zwei 450 PS starken TWLD-450-Motoren vor. Die Konstruktion hat seit der Prototypenentwicklung einige geringfügige Änderungen erfahren. Da die Motorkonfiguration noch nicht geprüft wurde, befindet sich das Projekt im Stillstand. Es wurde weder eine Weiterführung noch ein offizieller Abbruch verkündet.

## Technische Daten
- Besatzung: 2
- Antrieb: 2 × Wellenturbine TWLD-450, jeweils 340 kW (450 PS).
- Hauptrotordurchmesser: 10,75 m (35 Fuß 3 Zoll)
- Hauptrotorfläche: 90,774 m² (977,08 sq ft)
- Höchstgeschwindigkeit: 260 km/h (160 mph, 140 kn)